# Келлер, Эдуард Фёдорович
Граф Эдуа́рд Фёдорович Ке́ллер (1817—1903, Висбаден) — российский государственный деятель из немецкого рода Келлеров: волынский вице-губернатор, минский губернатор, сенатор.

## Биография
По отцу внук Людвига Христофора Келлера (1757—1837), прусского посланника в Санкт-Петербурге и Вене, по матери — внук генерального обозного графа Михаила Борха. Окончил Императорский Санкт-Петербургский университет и 25 ноября 1842 года поступил на службу в канцелярию киевского гражданского губернатора.
В 1844 году был определён комнатным надзирателем в 1-й благородный пансион при 1-й Киевской гимназии; в 1845 году назначен штатным смотрителем Киево-Печерского уездного дворянского училища; в 1846 году стал инспектором 3-го благородного пансиона.
В 1850 году был пожалован в камер-юнкеры и переведён в Санкт-Петербургскую таможню, чиновником для познания дел. В 1853 году переведён в Министерство внутренних дел и назначен волынским вице-губернатором. В 1858 году пожалован камергером, 8 февраля назначен минским гражданским губернатором, 5 сентября произведён в действительные статские советники.
В 1863 году (13 июня) был произведён в тайные советники и назначен сенатором; в 1864 году был определён сначала в межевой департамент Сената, потом в 1-е отделение 3-го департамента; в 1865 году перемещён во 2-е отделение 3-го департамента, а в 1880 году — во 2-е общее собрание Сената.
Умер 13 (26) сентября 1903 года в Висбадене.

## Семья
Был женат на Марии Ивановне Ризнич (1827—1895), племяннице Эвелины Ганской и Каролины Собаньской. Родилась и выросла в Киеве, в семье местного предводителя дворянства. Получила прекрасное образование и была весьма умной особой. Будучи женщиной светской, предпочитала подолгу жить за границей отдельно от мужа, где состояла в открытой связи с богачом П. Г. фон Дервизом. После развода с мужем в 1877 году вышла замуж за оккультиста А. Сент-Ива (1842—1909). Для него она купила поместье Альвейдр и в 1880 году в Сан-Марино титул маркиза, после чего он стал именоваться Сент-Ивом д`Альвейдром. Дети:
- Мария (1846—1931), светская львица, мемуаристка, замужем за генерал-майором графом Н. П. Клейнмихелем.
- Анна (1849—1915), камер-фрейлина, гофмейстерина в. кн. Александры Иосифовны.
- Фёдор (1850—1904), генерал-лейтенант, директор Пажеского корпуса, герой русско-японской войны.
- Александр — камергер.

## Награды
- орден Святой Анны 2-й ст. (25.10.1857)
- орден Святого Владимира 3-й ст. (23.04.1861)
- орден Святой Анны 1-й ст. (1867)
- Орден Святого Владимира 2-й ст. (01.01.1873)